# Mandela Barnes

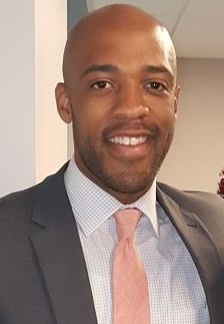
Mandela Barnes (2016)

Mandela Barnes (* 1. Dezember 1986 in Milwaukee, Wisconsin) ist ein US-amerikanischer Politiker der Demokratischen Partei und war 2019 bis 2023 Vizegouverneur des Bundesstaats Wisconsin. Zwischen 2013 und 2017 war er Abgeordneter in der Wisconsin State Assembly.

## Leben
Barnes stammt aus einfachen Verhältnissen und besuchte in Milwaukee eine öffentliche Highschool und graduierte später von der Alabama Agricultural and Mechanical University. Bereits während seiner Jugend zeigte er politisches Interesse und schloss sich der Demokratischen Partei an. Dort engagierte er sich unter anderem für den Bürgermeister von Milwaukee, Tom Barrett, in seinen Wahlkämpfen und arbeitete für ein interreligiöses Forum. Im Jahr 2012 kandidierte er selbst für ein politisches Amt und wurde als Abgeordneter in die Wisconsin State Assembly gewählt. Dort vertrat er den 11. Wahlbezirk. 2014 wurde er wiedergewählt. Im Parlament gehörte er den Ausschüssen für Bildung, Wirtschaft und wirtschaftliche Entwicklung kleinerer Betriebe an. Außerdem saß er einem Arbeitskreis von afroamerikanischen Abgeordneten vor. Als Parlamentarier setzte er sich vor allem für eine Strafrechtsreform und mehr Waffenkontrolle ein. Im Jahr 2016 scheiterte Barnes mit einer Kandidatur für den Senat von Wisconsin.
Im Januar 2018 erklärte Barnes seine Kandidatur für die demokratische Nominierung als Vizegouverneur. Die Vorwahl um dieses Amt gewann er im August 2018. Damit wurde er zum Running Mate von Tony Evers, der in einer parallel stattfindenden Vorwahl zum Bewerber als Gouverneur gewählt wurde. Bei der Gouverneurswahl am 6. November 2018 errangen Evers und Barnes einen knappen Sieg über die republikanischen Amtsinhaber Scott Walker und Rebecca Kleefisch. Am 7. Januar 2019 wurde Barnes als Stellvertreter des Gouverneurs vereidigt. Er ist damit der erste Afroamerikaner in diesem Amt.
Bei der Wahl zum Senat der Vereinigten Staaten 2022 kandidierte er gegen den republikanischen Amtsinhaber Ron Johnson und unterlag mit 49,5 % zu 50,5 %.
Mandela Barnes ist ledig und lebt in Milwaukee.